# Taxeotis eremophila
Taxeotis eremophila là một loài bướm đêm trong họ Geometridae.